# Somebody Outside
Albums de Anna Ternheim
Separation Road
(2007)
Somebody Outside est le premier album d'Anna Ternheim, sorti en 2004 en Suède et le 6 mars 2006 en France.

## Historique
Ce premier album d'Anna Ternheim a été double disque d'or en Suède en 2004, lui apporta la victoire suédoise de la révélation féminine de l'année en 2005 dans son pays, et lança la carrière internationale de la chanteuse. Soutenue notamment par Bernard Lenoir avec la chanson A French Love, partiellement écrite en français, le disque est sorti en France en 2006.

## Liste des titres
- To Be Gone
- Better Be
- I'll Follow You Tonight
- Bring Down Like I
- I Say No
- A French Love
- A Voice to Calm You Down
- Somebody'S Outside
- My Secret
- Shoreline

## Musiciens ayant participé à l'album
- Anna Ternheim : chant, guitare
- Anders Ljung : batterie, claviers
- Åsa Jacobsson : piano, claviers
- Daniel Jansson : guitare
- Mattias Areskog : basse